# قسم قشلاق الجنوبي الريفي (مقاطعة بيله سوار)
قسم قشلاق الجنوبي الريفي (بالفارسية: دهستان قشلاق جنوبی) هي منطقة سكنية تقع في إيران في ناحية قشلاق دشت. يقدر عدد سكانها بـ 6,859 نسمة .